# K L/46重型攻城炮
24厘米K L/46重型攻城炮是德意志國防軍從戰間期至第二次世界大戰裝備的一款加農炮，由克虜伯與萊茵金屬研製，但德意志國防軍實際上只有少量裝備。

## 歷史
K L/46重型攻城炮於1937年被引入德意志國防軍，在第二次世界大戰期間，只用於第84炮兵團的第一連，由於沒有任何K L/46重型攻城炮在戰爭中倖存下來，所以詳細資料鮮為人知，顯然現有的少數K L/46重型攻城炮都已在戰鬥中丟失。

## 結構功能
第二次世界大戰時德意志國防軍為了讓K L/46重型攻城炮與K 39重型野戰炮作為海岸炮，都製造了一個大型裝甲底板，並使用傳統設計的加農炮身使火炮可以在大型裝甲底板上進行機動旋轉，而炮身上裝備的圓弧件則立於搖籃下方中間的樞軸上，形成箱車後端的軌道，並通過徑向炮臂連接到中心樞軸，與軍艦一樣，K L/46重型攻城炮裝有一個電動射擊值傳輸裝置與一個炮手顯示器，作為替代，炮身上可能裝有傳統的火炮矯直裝置。

## 文學
- Ian V. Hogg: Deutsche Artilleriewaffen im Zweiten Weltkrieg. 1. Auflage. Motorbuch Verlag, Stuttgart 1978, ISBN 3-87943-504-9